# 1995 год в кино

## Фильмы

### Мировое кино
- «12 обезьян»/Twelve Monkeys, США, (реж. Терри Гиллиам)
- «Алая буква»/The Scarlet Letter, США, (реж. Роланд Жоффе)
- «Ангус»/Angus, США—Великобритания—Германия—Франция, (реж. Пэтрик Рид Джонс)
- «Американский президент»/The American President, США, (реж. Роб Райнер)
- «Андеграунд»/Underground, Югославия—Германия—Франция—Чехия—Венгрия—Болгария, (реж. Эмир Кустурица)
- «Аполлон-13»/Apollo 13, США, (реж. Рон Ховард)
- «Багровый прилив»/Crimson Tide, США, (реж. Тони Скотт)
- «Безрассудные»/Reckless, США, (реж. Норман Рене)
- «Бессмертные»/The Immortals, США, (реж. Брайан Грант)
- «Билли Мэдисон»/Billy Madison, США, (реж. Тамра Дэвис)
- «Блеск славы»/Glory Daze, США, (реж. Рич Уилкс)
- «Большое путешествие»/National Lampoon’s Senior Trip, США—Канада, (реж. Келли Мекин)
- «Братья Макмаллен»/The Brothers McMullen, США, (реж. Эдвард Бёрнс)
- «Быстрый и мёртвый»/The Quick and the Dead, США, (реж. Сэм Рэйми)
- «Бэтмен навсегда»/Batman Forever, США, (реж. Джоэл Шумахер)
- «В осаде 2: Тёмная территория»/Under Siege 2: Dark Territory, США, (реж. Джеф Мёрфи)
- «В пасти безумия»/In the Mouth of Madness, США, (реж. Джон Карпентер)
- «В последний момент»/Nick of Time, США, (реж. Джон Бэдэм)
- «Вдали от Рангуна»/Beyond Rangoon, США, (реж. Джон Бурмен)
- «Великая Афродита»/Mighty Aphrodite, США, (реж. Вуди Аллен)
- «Виртуозность»/Virtuosity, США, (реж. Бретт Леонард)
- «Влюблённый Либерман»/Lieberman in Love, США, (реж. Кристин Лахти)
- «Внезапная смерть»/Sudden Death, США, (реж. Питер Хайамс)
- «Водный мир»/Waterworld, США, (реж. Кевин Рейнольдс)
- «Высшее образование»/Higher Learning, США, (реж. Джон Синглтон)
- «Город потерянных детей»/La cité des enfants perdus, Франция—Германия—Испания, (реж. Марк Каро, Жан-Пьер Жёне)
- «Гость»/Houseguest, США, (реж. Рэндалл Миллер)
- «Двое: Я и моя тень»/It Takes Two, США, (реж. Энди Теннант
- «Девять месяцев»/Nine Months, США, (реж. Крис Коламбус)
- «Денежный поезд»/Money Train, США, (реж. Джозеф Рубин)
- «Дестини включает радио»/Destiny Turns On The Radio, США, (реж. Джек Бэран)
- «Детки»/Kids, США, (реж. Ларри Кларк)
- «Джефферсон в Париже»/Jefferson in Paris, США—Франция, (реж. Джеймс Айвори)
- «Джонни-мнемоник»/Johnny Mnemonic, США, (реж. Роберт Лонго)
- «Джуманджи»/Jumanji, США, (реж. Джон Джонстон)
- «Дикий Билл»/Wild Bill, США, (реж. Уолтер Хилл)
- «Дом призраков»/Haunted, США, (реж. Льюис Гилберт)
- «Достать коротышку»/Get Shorty, США, (реж. Барри Зонненфельд)
- «Дракула: Мёртвый и довольный»/Dracula: Dead and Loving It, США, (реж. Мел Брукс)
- «За облаками»/Al di là delle nuvole, Италия—Франция—Германия, (реж. Микеланджело Антониони)
- «За что стоит умереть»/To Die For, США, (реж. Гас Ван Сент)
- «Забыть и вспомнить»/Kicking and Screaming, США, (реж. Ной Баумбах)
- «Зависимость»/The Addiction, США, (реж. Эйбл Феррара)
- «Записки у изголовья»/The Pillow Book, Франция—Великобритания—Нидерланды—Люксембург, (реж. Питер Гринуэй)
- «Земля и свобода»/Land and Freedom, Франция, (реж. Кен Лоуч)
- «Золотой глаз»/GoldenEye, США—Великобритания, (реж. Мартин Кэмпбелл)
- «Имитатор»/Copycat, США, (реж. Джон Эймиэл)
- «История игрушек»/Toy Story, США, мультфильм, (реж. Джон Лассетер)
- «Казино»/Casino, США, (реж. Мартин Скорсезе)
- «Канадский бекон»/Canadian Bacon, США, (реж. Майкл Мур)
- «Каспер»/Casper, США, (реж. Брэд Силберлинг)
- «Королевская милость»/Restoration, Великобритания, (реж. Майкл Хоффман)
- «Крепкий орешек 3: Возмездие»/Die Hard with a Vengeance, США, (реж. Джон Мактирнан)
- «Крикуны»/Screamers, США, (реж. Кристиан Дюгей)
- «Легенды дикого запада»/Tall Tale, США, (реж. Джеримайя С. Чечик)
- «Лекарство»/The Cure, США, (реж. Питер Хортон)
- «Лоботрясы»/Mallrats, США, (реж. Кевин Смит)
- «Люмьер и компания»/Lumière et compagnie, Швеция—Дания—Франция—Италия, (реж. Лассе Халльстрём, Исмаил Мерчант и др.)
- «Магазин «Империя»»/Empire Records, США, (реж. Аллан Мойл)
- «Майор Пэйн»/Major Payne, США, (реж. Ник Касл)
- «Мертвец»/Dead Man, США—Германия—Япония, (реж. Джим Джармуш)
- «Мертвец идёт»/Dead Man Walking, США, (реж. Тим Роббинс)
- «Мосты округа Мэдисон»/The Bridges of Madison County, США, (реж. Клинт Иствуд)
- «Наёмные убийцы»/Assassins, США, (реж. Ричард Доннер)
- «Невеста по фотографии»/Picture Bride, США—Япония, (реж. Каё Хатта)
- «Ненависть»/La Haine, Франция, (реж. Матьё Кассовиц)
- «Никсон»/Nixon, США, (реж. Оливер Стоун)
- «Опасная сторона»/Wild Side, Великобритания—США, (реж. Дональд Кэммелл)
- «Особь»/Species, США, (реж. Роджер Дональдсон)
- «Отверженные»/Les Miserables, Франция, (реж. Клод Лелуш)
- «Отчаянный»/Desperado, США-Мексика, (реж. Роберт Родригес)
- «Падшие ангелы»/Do lok tin si, Гонконг, (реж. Вонг Кар-Вай)
- «Пантера»/Panther, США, (реж. Марио Ван Пиблc)
- «Пилоты из Таскиги»/The Tuskegee Airmen, США, (реж. Роберт Марковиц)
- «Первый рыцарь»/First Knight, США, (реж. Джерри Цукер)
- «Плачущий убийца»/Crying Freeman
- «Плохая компания»/Bad Company, США, (реж. Дэмиен Харрис)
- «Плохие парни»/Bad Boys, США, (реж. Майкл Бэй)
- «Подозрительные лица»/The Usual Suspects, США, (реж. Брайан Сингер)
- «Пока ты спал»/While You Were Sleeping, США, (реж. Джон Тёртелтауб)
- «Покидая Лас-Вегас»/Leaving Las Vegas, США, (реж. Майк Фиггис)
- «Полное затмение», США—Великобритания—Бельгия—Италия—Франция, (реж. Агнешка Холланд)
- «Постовой на перекрёстке»/The Crossing Guard, США, (реж. Шон Пенн)
- «Преднамеренное убийство»/Убиство с предумишљајем, Югославия, (реж. Горчин Стоянович)
- «Природа зверя»/The Nature of the Beast, США, (реж. Виктор Сальва)
- «Прогулка в облаках»/A Walk in the Clouds, США, (реж. Альфонсо Арау)
- «Прощание с Парижем»/Forget Paris, США, (реж. Билли Кристэл)
- «Пятница»/Friday, США, (реж. Ф. Гэри Грей)
- «Разборка в Бронксе»/Rumble In The Bronx, Гонконг—Канада, (реж. Стэнли Тонг)
- «Рапсодия Майами»/Miami Rhapsody, США, (реж. Дэвид Френкель)
- «Рассвет наизнанку»/L’Aube a l’envers, Франция, (реж. Софи Марсо)
- «Роб Рой»/Rob Roy, США, (реж. Майкл Кэтон-Джонс)
- «Сабрина»/Sabrina, США, (реж. Сидни Поллак)
- «Семь»/Se7en, США, (реж. Дэвид Финчер)
- «Сеть»/The Net, США, (реж. Ирвин Уинклер)
- «Смертельная битва»/Mortal Kombat, США, (реж. Пол Андерсон)
- «Собачья жизнь»/The Low Life, США, (реж. Джордж Хикенлупер)
- «Соседи по комнате»/Roommates, США, (реж. Питер Йетс)
- «Справедливый суд»/Just Cause, США, (реж. Арне Глимхер)
- «Стальной кулак»/Under the Gun, Австралия, (реж. Мэттью Джордж)
- «Стеклянный щит»/The Glass Shield, США, (реж. Чарльз Бернетт)
- «Странные дни»/Strange Days, США, (реж. Кэтрин Бигелоу)
- «Стрелок»/The Shooter, Канада, (реж. Тед Котчефф)
- «Судья Дредд»/Judge Dredd, США, (реж. Дэнни Кэннон)
- «Схватка»/Heat, США, (реж. Майкл Манн)
- «Травля»/The Hunted, США (реж. Дж. Ф. Лоутон)
- «Убежище»/Hideaway, США (реж. Бретт Леонард)
- «Ускользающая красота»/Stealing Beauty, Италия-Франция-Великобритания (реж. Бернардо Бертолуччи);
- «Флюк»/Fluke, США (реж. Карло Карлей)
- «Французский бокс»/Savate, США (реж. Айзек Флорентин);
- «Хакеры»/Hackers, США (реж. Иэн Софтли);
- «Храброе сердце»/Braveheart, США (реж. Мел Гибсон);
- «Церемония»/La Cérémonie, Франция-Германия]] (реж. Клод Шаброль);
- «Четвероногий малыш»/Babe, США — Австралия (реж. Крис Нунан);
- «Четвертак»/Two Bits, США (реж. Джеймс Фоули)
- «Четыре комнаты»/Four Rooms, США (реж. Эллисон Андерс, Александр Рокуэлл, Роберт Родригес, Квентин Тарантино);
- «Шоугёлз»/Showgirls, США (реж. Пол Верховен);
- «Эйс Вентура 2: Когда зовёт природа»/Ace Ventura: When Nature Calls, США (реж. Стив Одекерк)
- «Эпидемия»/Outbreak, США (реж. Вольфганг Петерсен)

### Российские фильмы
- «Барышня-крестьянка», (реж. Алексей Сахаров)
- «Домовик и кружевница», (реж. Дмитрий Воробьёв)
- «Ехай!», (реж. Георгий Шенгелия)
- «Концерт для крысы», (реж. Олег Ковалов)
- «Крестоносец», (реж. Михаил Туманишвили)
- «Летние люди», (реж. Сергей Урсуляк)
- «Мелкий бес», (реж. Николай Досталь)
- «Московские каникулы», (реж. Алла Сурикова)
- «Музыка для декабря», (реж. Иван Дыховичный)
- «Мусульманин», (реж. Владимир Хотиненко)
- «Одинокий игрок» (реж. Ольга Басова, Владимир Басов мл.)
- «Орёл и решка», (реж. Георгий Данелия)
- «Особенности национальной охоты», (реж. Александр Рогожкин)
- «Первая любовь», (реж. Роман Балаян)
- «Пешаварский вальс», (реж. Тимур Бекмамбетов)
- «Прибытие поезда», (реж. Алексей Балабанов, Владимир Хотиненко, Александр Хван, Дмитрий Месхиев)
- «Пьеса для пассажира», (реж. Вадим Абдрашитов)
- «Четвёртая планета», (реж. Дмитрий Астрахан)
- «Чёрная вуаль», (реж. Александр Прошкин)
- «Ширли-мырли», (реж. Владимир Меньшов)

#### Фильмы совместных производителей

##### Двух или более киностудий
- «Время печали ещё не пришло», (реж. Сергей Сельянов);
- «Всё будет хорошо!», (реж. Дмитрий Астрахан);
- «Какая чудная игра», (реж. Пётр Тодоровский);
- «Любить по-русски», (реж. Евгений Матвеев);
- «Мания Жизели», (реж. Алексей Учитель);

##### Двух или более стран
- «Американская дочь», (реж. Карен Шахназаров)

## Телесериалы

### Австралийские сериалы
- Чародей

### Британские телесериалы
- Кино Европы: Неизвестный Голливуд, (реж. Кевин Браунлоу и Дэвид Гилл)

### Латиноамериканские сериалы

#### Мексика
- Акапулько, тело и душа (ремейк телесериала Никто кроме тебя)
- Алондра
- Бедная богатая девочка
- Мария из предместья
- Мария Хосе
- Узы любви
- Умереть дважды
- Хозяйка

## Награды

### Премия «Золотой глобус»
52-я церемония вручения наград американской премии «Золотой глобус» состоялась 21 января 1995 года в отеле «Беверли-Хилтон», Лос-Анджелес, США. Почётная награда имени Сесиля Б. Де Милля за жизненные достижения в области кинематографа была вручена итальянской актрисе Софи Лорен.
- Лучший фильм (драма): «Форрест Гамп»
- Лучший фильм (комедия или мюзикл): «Король Лев»
- Лучший режиссёр: Роберт Земекис — «Форрест Гамп»
- Лучшая мужская роль (драма): Том Хэнкс — «Форрест Гамп»
- Лучшая женская роль (драма): Джессика Лэнг — «Голубое небо»
- Лучшая мужская роль (комедия или мюзикл): Хью Грант — «Четыре свадьбы и одни похороны»
- Лучшая женская роль (комедия или мюзикл): Джейми Ли Кёртис — «Правдивая ложь»
- Лучшая мужская роль второго плана: Мартин Ландау — «Эд Вуд»
- Лучшая женская роль второго плана: Дайан Уист — «Пули над Бродвеем»
- Лучший сценарий: Квентин Тарантино — «Криминальное чтиво»
- Лучший фильм на иностранном языке:  «Фаринелли-кастрат»

### Кинофестиваль «Сандэнс»
Кинофестиваль «Сандэнс-1995» прошёл с 19 по 29 января в городе Парк-Сити, штат Юта, США.
- Лучший американский художественный фильм: «Братья МакМаллен»
- Лучший американский документальный фильм: «Крамб»

### Премия Гильдии киноактёров США
1-я церемония вручения премии Гильдии киноактёров США за заслуги в области кинематографа и телевидения за 2015 год состоялась 30 января 2016 года в Лос-Анджелесе.
- Лучшая мужская роль: Том Хэнкс — «Форрест Гамп»
- Лучшая женская роль: Джоди Фостер — «Нелл»
- Лучшая мужская роль второго плана: Мартин Ландау — «Эд Вуд»
- Лучшая женская роль второго плана: Дайан Уист — «Пули над Бродвеем»

### Премия гильдия режиссёров Америки
48-я церемония вручения премий Американской гильдии режиссёров за заслуги в области кинематографа и телевидения за 1994 год состоялась 2 марта 1995 года.
- Лучший фильм: «Аполлон 13», реж. Рон Ховард

### Берлинский кинофестиваль
45-й Берлинский международный кинофестиваль проходил со 9 по 22 февраля 1995 года в Берлине, Германия. В основной конкурс вошли 22 ленты. Жюри основного конкурса возглавляла основательница и директор Иерусалимского международного кинофестиваля Лия ван Лир.
- Золотой медведь: «Приманка», реж. Бертран Тавернье ()
- Специальный приз жюри (Серебряный медведь): «Дым», реж. Уэйн Ван, Пол Остер (,, )
- Серебряный медведь за лучшую режиссёрскую работу: Ричард Линклейтер, «Перед рассветом» (, , )
- Серебряный медведь за лучшую мужскую роль: Пол Ньюман за «Дураков нет» ()
- Серебряный медведь за лучшую женскую роль: Джозефин Сяо за «Летний снег» ()

### Премия BAFTA
48-я церемония вручения наград британской премии «BAFTA» состоялась в Лондоне, Великобритания.
- Лучший фильм: «Четыре свадьбы и одни похороны»
- Лучший британский фильм: «Неглубокая могила»
- Лучший фильм на иностранном языке:  «Жить»
- Лучший режиссёр: Майк Ньюэлл — «Четыре свадьбы и одни похороны»
- Лучшая мужская роль: Хью Грант — «Четыре свадьбы и одни похороны»
- Лучшая женская роль: Сьюзан Сарандон — «Клиент»
- Лучшая мужская роль второго плана: Сэмюэль Л. Джексон — «Криминальное чтиво»
- Лучшая женская роль второго плана: Кристин Скотт Томас — «Четыре свадьбы и одни похороны»
- Лучший оригинальный сценарий: Квентин Тарантино, Роджер Эвери — «Криминальное чтиво»
- Лучший адаптированный сценарий: Пол Аттанасио — «Телевикторина»

### Премия «Сезар»
20-я церемония вручения наград премии «Сезар» за заслуги в области французского кинематографа за 1994 год состоялась 25 февраля 1995 года во Дворце конгресса (Париж, Франция)
- Лучший фильм: «Дикий тростник»
- Лучший фильм на иностранном языке: «Четыре свадьбы и одни похороны»
- Лучший режиссёр: Андре Тешине «Дикий тростник»
- Лучшая мужская роль: Жерар Ланвен — «Любимый сын»
- Лучшая женская роль: Изабель Аджани — «Королева Марго»
- Лучшая мужская роль второго плана: Жан-Юг Англанд — «Королева Марго»
- Лучшая женская роль второго плана: Вирна Лизи — «Королева Марго»
- Лучший сценарий: Оливье Массар, Жиль Торан, Андре Тешине — «Дикий тростник»

### Премия «Независимый дух» (Independent Spirit Awards)
10-я церемония вручения премии «Независимый дух», ориентированной в первую очередь на американское независимое кино, за 1994 год состоялась 25 марта 1995 года в Лос-Анджелесе.
- Лучший фильм: «Криминальное чтиво»
- Лучший режиссёр: Квентин Тарантино, «Криминальное чтиво»
- Лучшая мужская роль: Сэмюэль Л. Джексон — «Криминальное чтиво»
- Лучшая женская роль: Линда Фиорентино — «Последнее соблазнение»
- Лучшая мужская роль второго плана: Чазз Пальминтери — «Пули над Бродвеем»
- Лучшая женская роль второго плана: Дайэнн Уист — «Пули над Бродвеем»
- Лучший сценарий: Квентин Тарантино, Роджер Эвери — «Криминальное чтиво»
- Лучший фильм на иностранном языке: , «Три цвета: Красный»

### Премия «Оскар»
67-я церемония вручения наград американской премии «Оскар» состоялась 27 марта 1995 года в Лос-Анджелесе, США. Ведущим церемонии был комик Дэвид Леттерман.
- Лучший фильм: «Форрест Гамп»
- Лучший режиссёр: Роберт Земекис, «Форрест Гамп»
- Лучшая мужская роль: Том Хэнкс — «Форрест Гамп»
- Лучшая женская роль: Джессика Лэнг — «Голубое небо»
- Лучшая мужская роль второго плана: Мартин Ландау— «Эд Вуд»
- Лучшая женская роль второго плана: Дайэнн Уист — «Пули над Бродвеем»
- Лучший оригинальный сценарий: Квентин Тарантино, Роджер Эвери — «Криминальное чтиво»
- Лучший адаптированный сценарий: Эрик Рот — «Форрест Гамп»
- Лучший фильм на иностранном языке:  «Утомлённые солнцем»

### Премия «Ника»
8-я церемония вручения наград премии Российской академии кинематографических искусств «Ника» состоялась в Центральном доме кинематографистов.
- Лучший игровой фильм: «Увлеченья»
- Лучший неигровой фильм: «Прощай, СССР»
- Лучшая режиссёрская работа: Кира Муратова за работу над фильмом «Увлеченья»
- Лучший сценарий: Ираклий Квирикадзе, Пётр Луцик, Алексей Саморядов за сценарий к фильму «Лимита»
- Лучшая мужская роль: Евгений Миронов за роль в фильме «Лимита»
- Лучшая женская роль: Ингеборга Дапкунайте за роль в фильме «Подмосковные вечера»
- Лучшая роль второго плана: Алиса Фрейндлих за роль в фильме «Подмосковные вечера»

### MTV Movie Awards
Церемония вручения кинонаград канала MTV за состоялась 10 июня 1995 года на студии Warner Bros. в Бербанке. Ведущими стали американские актёры Джон Ловитц и Кортни Кокс.
- Лучший фильм года: «Криминальное чтиво»
- Лучшая мужская роль: Брэд Питт — «Интервью с вампиром»
- Лучшая женская роль: Сандра Буллок — «Скорость»
- Прорыв года: Кирстен Данст — «Интервью с вампиром»

### Каннский кинофестиваль
48-й Каннский международный кинофестиваль проходил с 7 по 18 мая 1995 года в Каннах, Франция. В основной конкурс вошло 24 ленты. Жюри основного конкурса возглавила французская актриса, певица и режиссёр Жанна Моро.
- Золотая пальмовая ветвь: «Андеграунд», реж. Эмир Кустурица ( Югославия (ФР),Франция, Франция,Чехия,Венгрия,Болгария)
- Гран-при: «Взгляд Одиссея», реж. Тео Ангелопулос ( Греция)
- Приз жюри: «Не забудь, что скоро ты умрёшь», реж. Ксавье Бовуа ( Франция)
- Особый приз жюри: «Кэррингтон», реж. Кристофер Хэмптон ( Великобритания,  Франция)
- Лучший режиссёр: Матьё Кассовиц за «Ненависть» (Франция)
- Лучшая мужская роль: Джонатан Прайс за «Кэррингтон» ( Великобритания,  Франция)
- Лучшая женская роль: Хелен Миррен за «Безумие короля Георга» ( Великобритания)

### «Кинотавр»
6-й открытый российский кинофестиваль «Кинотавр-1995» проводился с 1 по 13 июня 1995 года в Сочи. Жюри возглавил писатель Владимир Войнович.
- Лучший фильм: «Особенности национальной охоты», реж. Александр Рогожкин
- Специальный приз жюри: «Время печали ещё не пришло», реж. Сергей Сельянов
- Лучшая мужская роль: Александр Балуев, «Мусульманин»
- Лучшая женская роль: Нина Усатова, «Мусульманин»

### Премия «Сатурн»
21-я церемония вручения наград премии «Сатурн» за заслуги в области фантастики, фэнтези и фильмов ужасов за 1994 год состоялась 26 июня 1995 года.
- Лучший научно-фантастический фильм: «Звёздные врата»
- Лучший фильм-фэнтези: «Форрест Гамп»
- Лучший фильм ужасов: «Интервью с вампиром»
- Лучший приключенческий фильм/боевик/триллер: «Криминальное чтиво»
- Лучший режиссёр: Джеймс Кэмерон — «Правдивая ложь»
- Лучшая мужская роль: Мартин Ландау— «Эд Вуд»
- Лучшая женская роль: Сандра Буллок — «Скорость» и Джейми Ли Кёртис — «Правдивая ложь»
- Лучшая мужская роль второго плана: Гэри Синиз — «Форрест Гамп»
- Лучшая женская роль второго плана: Миа Сара — «Патруль времени»
- Лучший сценарий: Джим Харрисон, Уэсли Стрик — «Волк»

### Московский международный кинофестиваль
19-й Московский международный кинофестиваль прошёл в Москве с 17 по 28 июля 1995 года. В основной конкурс вошла 21 картина. Председателем жюри основного конкурса был американский актёр Ричард Гир. Главный приз кинофестиваля «Золотой Георгий» не вручили никому.

### Венецианский кинофестиваль
52-й Венецианский международный кинофестиваль проходил со 30 августа по 9 сентября 1995 года в Венеции, Италия. В основной конкурс вошли 16 лент. Жюри основного конкурса возглавлял итальянский кинокритик Гулиельмо Бираги.
- Золотой лев: «Рикша», реж. Чан Ань Хунг (Вьетнам, Франция, Гонконг)
- Особый приз жюри: «Божественная комедия», реж. Жуан Сезар Монтейру (Португалия, Франция, Италия, Дания) и «Фабрика звёзд» реж. Джузеппе Торнаторе (Италия)
- Серебряный лев за лучшую режиссёрскую работу: Кеннет Брана, «Зимняя сказка» ( Великобритания), Хирокадзу Корээда, «Призрачный свет» (Япония) и Абольфазл Джалили, «Det Yani Dokhtar»()
- Золотые Озеллы за лучший сценарий: Абольфазл Джалили, «Det Yani Dokhtar»( Иран)
- Кубок Вольпи за лучшую мужскую роль: Гёц Георге за «Убийца» (Германия)
- Кубок Вольпи за лучшую женскую роль: Сандрин Боннэр и Изабель Юппер за «Церемония» (Франция)
- Кубок Вольпи за лучшую мужскую роль второго плана: Иэн Харт за «Ничего личного» ( Великобритания)
- Кубок Вольпи за лучшую женскую роль второго плана: Изабелла Феррари за «Роман бедного юноши» (Италия)

### Премия Европейской киноакадемии
8-я церемония континентальной премии Европейской академии кино состоялась 12 декабря 1995 года в Берлине, Германия.
- Лучший европейский фильм: «Земля и свобода» ( Великобритания,  Испания, Германия, Италия,Франция)

## Знаменательные события
- Открытие первого кинофестиваля «Литература и кино» в Гатчине (Ленинградская область)